# Lymantria marginalis
Lymantria marginalis este o specie de molii din genul Lymantria, familia Lymantriidae, descrisă de Walker 1862 Conform Catalogue of Life specia Lymantria marginalis nu are subspecii cunoscute.